# Caliroa blanki
Caliroa blanki – gatunek błonkówki z rodziny pilarzowatych i podrodziny Heterarthrinae.
Gatunek ten opisany został w 2011 roku przez Franka Kocha i Davida Smitha wyłącznie na podstawie samic. 
Błonkówka o ciele długości od 4,5 do 5 mm. Ma czarne ciało, żyłki, pterostigmę, biodra i nasadową ⅓ przednich i środkowych odnóży, a pozostałą część odnóży pomarańczowożółtą. Długość czułków wynosi 1,25 szerokości głowy. W użyłkowaniu przednich skrzydeł zaznaczają się: ostro zakrzywiona nasadowa część żyłki medialnej, prawie zanikła żyłka analna 2A+3A oraz dochodząca do środka trzeciej komórki kubitalnej żyłka 2r. W tylnych skrzydłach brak komórki medialnej, a komórka analna jest bezszypułkowa. Lancet pokładełka ma płatkowate serrule. 
Owad endemiczny dla Południowej Afryki, znany wyłącznie z prowincji Limpopo i Mpumalanga. Większość osobników odławiano na Bauhinia galpinii, ale nie jest jasne czy stanowi roślinę żywicielską, gdyż nie znaleziono na niej larw ani żerowisk.